# I Found a Way
"I Found a Way" é um single do cantor e compositor americano Drake Bell. Foi escrito por Drake Bell e Michael Corcoran em 2003. Foi usada como música-tema da série de TV da Nickelodeon Drake & Josh, estrelada por Bell entre 2004 e 2007. Essa música foi incluída no álbum da trilha sonora de Drake & Josh, com o título "I Found a Way". No segundo álbum de Drake Bell, It's Only Time, foi feita uma versão acústica da música. O clipe da música foi lançado na Nickelodeon em 2004. Esse clipe está incluído no DVD de Drake & Josh Vão a Hollywood.
Ariana Grande e Elizabeth Gillies cantaram essa música em um dos webshows do The Slap, uma rede social da série de TV Victorious, também da Nickelodeon, que é muito utilizada pelos alunos da Hollywood Arts.

## Histórico e produção
O ator e cantor americano Drake Bell disse ao animador americano Butch Hartman durante uma entrevista em setembro de 2018 que a música-tema de Drake & Josh seria originalmente uma música de Lenny Kravitz. O produtor americano Dan Schneider perguntou a Bell o quanto de sua música ele queria colocar no programa. Bell estava muito ansioso para fazer música para o programa e disse a Schneider que queria ser um “astro do rock”. O ator disse a seu amigo Michael Corcoran, um dos membros de sua banda, que eles deveriam escrever uma música tema para Drake & Josh porque todos estavam ouvindo Kravitz na época e queriam ter uma faixa que pudesse ser identificada com o programa.